# 筒形粗枝藓
筒形粗枝藓（学名：Gollania cylindricarpa）为灰藓科粗枝藓属下的一个种。